# Naturdenkmal Geologischer Aufschluss an der Via Regia
Das Naturdenkmal Geologischer Aufschluss an der Via Regia mit einer Flächengröße von 0,11 ha liegt südlich von Essentho im Stadtgebiet von Marsberg. Das Gebiet wurde 2008 mit dem Landschaftsplan Marsberg durch den Kreistag des Hochsauerlandkreises als Naturdenkmal (ND) ausgewiesen. Das LB ist umgeben vom Landschaftsschutzgebiet Randhöhen zwischen Sintfeld und Diemeltal.

## Beschreibung
Der Landschaftsplan führt zum ND aus: „Am Südwesthang der Haart wird die alte Heerstraße „Via Regia“ von einer Steilböschung begleitet, auf der stark verfaltete Arnsberger Schichten anstehen. Die Gesteine zeigen sowohl Turbidite (Hangsedimente aus untermeerischen Fließbewegungen) als auch verschiedene Faltentypen, zum Teil mit engständiger Spezialfaltung. Das Schichtungsgefüge, die Gesteinsdeformationen und -faltungen stellen geowissenschaftlich interessante Anschauungsobjekte in der äußersten Nordostecke des Rheinischen Schiefergebirges dar. Lokal ist inzwischen eine starke Übergrünung feststellbar, die zu einer latenten Wertminderung dieses künstlichen Aufschlusses führt.“

## Schutzzweck
Der Landschaftsplan führt zum Schutzzweck aus: „Alle nachfolgenden Naturdenkmale stellen Einzelschöpfungen der Natur dar, die aus wissenschaftlichen, landeskundlichen und erdgeschichtlichen Gründen sowie wegen ihrer Seltenheit und Eigenart schutzbedürftig sind.“ Im ND sind „alle Handlungen verboten, die zu einer Zerstörung, Beschädigung oder Veränderung des geschützten Objektes führen können. Insbesondere ist verboten:
- Aufschüttungen, Verfüllungen, Abgrabungen oder Ausschachtungen vorzunehmen oder die Bodengestalt in anderer Weise zu verändern;
- Bäume, Sträucher oder sonstige wildwachsende Pflanzen zu beschädigen, auszureißen, auszugraben oder Teile davon abzutrennen oder auf andere Weise in ihrem Wachstum zu beeinträchtigen;
- bauliche Anlagen zu errichten.“[2]